# Saint-Martin-d'Entraunes

Saint-Martin-d'Entraunes este o comună în departamentul Alpes-Maritimes din sud-estul Franței. În 1 ianuarie 2022 avea o populație de 146 de locuitori.